# Ayo: A Rain Tale
Ayo: A Rain Tale (с англ. — «Айо: Повесть о дожде») — компьютерная игра в жанре приключенческий платформер, созданная независимой студией Inkline из Бейрута, Ливан. Выход игры состоялся 9 ноября 2017 года для персональных компьютеров Windows и macOS, а также мобильных устройств iOS и Android 31 января 2018 года. Игрок управляет девушкой из африканского племени по имени Айо, которая, с целью наполнить канистру водой, отправляется в путешествие по пустыне.

## Игровой процесс
Игрок управляет девочкой по имени Айо. Она родом из африканского племени в Сахаре и должна добыть воду для своей семьи. Девочка отправляется с пустой канистрой в пустыню, чтобы столкнуться с разными опасностями. Сама игра представляет собой приключенческий платформер, где игрок управляем героиней. Игрок может отдавать команды идти вперёд, «назад», «прыгать» и «залезть». На пути у Айо будут встречаться разного рода ограждения в виде валунов, по которым героиня может лазать, а также кусты с шипами, которые Айо должна избегать. Смерть девушки наступает, если она упадёт в большой куст с шипами или же упадёт с обрыва. В игре нет жизней, после смерти, игра продолжается с последней точки сохранения. По мере прохождения, героиня встречается с тотемами животных и получает новые способности, например возможность рыть норы, или совершать двойной прыжок. Некоторые уровни требуют лазать по камням, также на некоторые платформы можно вставать только один раз, так как они сразу же разрушаются. На поздних уровнях появляются враги в виде животных или скорпионов, а также новые опасные препятствия, например лава.

## Разработка
Разработкой игры занималась ливанская инди-студия Inkline Games. Всего в команду входило восемь человек: исполнительный продюсер, Гайт Флайфель, продюсер Клаудио Пинто, дизайнеры Диего Эрнандес, Эмилио Монж, программист Хавьер Альварес, сценаристы Антонио Хиль, Фелипе Картен и аудио-директор Бенедикт Николс. Команда решила связать тему платформера с поиском воды в Африке к югу от Сахары и «пролить свет на продолжающийся гуманитарный кризис, от которого страдают миллионы людей», заметив, что недостаток питьевой воды ставит по угрозу жизни 319 миллионов человек в странах Африки к югу от Сахары, что пагубно сказывается на здравоохранении и образовании, а так как воду добывают в основном женщины и девочки, они вынуждены пропускать школу. В итоге главным героем была выбрана девочка по имени Айо, которая должна столкнуться с суровыми испытаниями, чтобы помочь её семье выжить. Гейт Флейфель, основатель студии заметил, что игры могут эффективно передавать различные виды эмоционального и физического опыта, тогда разработчики и пришли к мысли использовать игру для повышения осведомлённости проблемы, связанной с нехваткой воды у людей из разных частей мира, в частности, в Африке. Флайфель и его команда также хотела сохранить баланс между просветительской и развлекательной составляющей игры, например в историю было решено добавить элементы фантастики, в частности идею того, что героиня борется за право добыть воду у быка Джа — мифического духа. Хотя история наполнена вымышленной мифологией, она также является аллегорией того, что женщины и дети подвержены различным опасностям, когда добывают воду, это отражено в виде разных враждебных существ, с которыми сталкивается Айо во время прохождения. Флайфель также заметил, что его команда заинтересована в дальнейшем создавать игры, проливающие свет на различные уникальные проблемы, с которыми сталкиваются жители третьего мира.
Выход игры состоялся 9 ноября 2017 года для персональных компьютеров Windows и macOS, а также мобильных устройств iOS и Android 31 января 2018 года.

## Восприятие
| Иноязычные издания    | Иноязычные издания |
| Издание               | Оценка             |
| --------------------- | ------------------ |
| Pocket Gamer UK       | [ 5 ]              |
| RageQuit.gr           | 70 %               |
| The Overpowered Noobs | 6/10               |
| Cubed3                | 6/10               |
| SpazioGames           | 55 %               |

Ayo: A Rain Tale получила смешанные отзывы от игровых критиков. С одной стороны они похвалили выбранную в игре тему, тем не менее раскритиковали сам игровой процесс и управление.
Гарри Слейтер с сайта Pocker Gamer заметил, что игра предлагает интригующую и важную историю. При этом если смотреть на сюжет без какого либо контекста, игра затрагивает достаточно фундаментальные жанровые тропы, типичные для платформера. Тем не менее игра подкупает своей атмосферой, Слейтер увидел в истории Айо в какой то мере рассказ о взрослении. Похожее заметил Никос Цоктоуридис с сайта Ragewuit, заметив, что с первого взгляда игра может показаться стандартным приключенческим платформером, однако проблема, которая затрагивает Ayo, на столько важна, что уже выходит далеко за рамки игры, заметив, что согласно данным Unicef, двести миллионов женщин и девочек ежедневно преодолевают огромные пространства под знойным солнцем, добывая воду. Представитель сайта Opnoobs также заметил, что игра отлично повышает осведомлённость о суровых и опасных условиях, затрагивающих женщин Африки. Хотя сама история наполнена фантастическими элементами, она является метафорой реальных проблем, с которыми сталкиваются миллионы людей в реальном мире. Критик также оценил художественный стиль, совмещающий пустынные пейзажи с яркими объектами. Критик сайта Cubed3 заметил, что оригинальная история, переосмысливающая реальные проблемы в фантастическом ключе — это единственное, что выделает достаточно посредственный и некачественно сделанный платформер. Критик SpazioGames аналогично заметил, что игра делится отличным посланием, однако портит впечатление своим неудачным дизайном и некачественным геймплеем.
Критик Pocker Gamer заметил, что игрок, хорошо знакомый с платформерами достаточно быстро пройдёт игру. Представитель сайта оценил постоянное введение новых элементов игрового процесса по мере прохождения, например возможность копать норы, или совершать прыжки. Opnoobs однако раскритиковал камеру в игре, заметив, что в некоторых ситуациях он не понимал, куда должен был прыгать. Также критик заметил, что из-за этого игрок может не заметить некоторые проходы и для идеального результата ему придётся перепроходить уровни. Рецензент сайта RageQuit похвалил уровни за их разнообразие, также отдельно заметив, что последние уровни достаточно сложны и для них требуется несколько попыток. Однако в целом критик заметил, что уровни в игре недостаточно сложные, также критик указал на то, что игра слишком короткая и не использует в полной мере свой потенциал, особенно учитывая тему, которая она затрагивает. Критик сайта Cubed3, обозревая мобильную версию указал на некачественное управление, заметив, что время от времени персонаж не реагирует на касания пальцев, что особенно проблематично, когда персонаж должен совершать критические прыжки, чтобы избежать смерти. Тем не менее ситуацию спасают множество контрольных точек. В целом критик заметил, что Ayo — это короткий и достаточно легкий платформер, со сложным последним уровнем.